# یواس‌اس پام (ای‌ان-۲۸)
یواس‌اس پالم (ای‌ان-۲۸) (به انگلیسی: USS Palm (AN-28)) یک کشتی بود که طول آن 163' 2" بود. این کشتی در سال ۱۹۴۱ ساخته شد.